# 하대돈
하대돈(河大敦, 1935년 1월 7일~2013년 3월 23일)은 대한민국 정치인이다. 제10대 국회의원을 지냈다.

## 학력
- 부산고등학교 졸업
- 서울대학교 문리과대학 정치학과 졸업

## 약력
- 국가재건최고회의내무위행정관
- 국회운영위원회행정실장
- 국무총리정보비서관

## 역대 선거 결과
|  | 5.46% |

|  | 22.32% |